# La rosa/Dipingere
La rosa è un singolo del 1968 musicato da Claudio Mattone, anche autore delle musiche dei film di Luciano de Crescenzo e della canzone E va e va cantato da Alberto Sordi, e cantato da Josè Altafini, quando era in forza come calciatore del Napoli.
Il brano è una leggera bossa nova che racconta delle simpatiche vicende di Altafini che vuole regalare una rosa alla sua sposa, creando situazioni demenziali e arrivando alla fine a far finire la spina d'essa alla sua mamma.

## Tracce
1. La rosa - 2:52

## Formazione
- Claudio Mattone - arrangiamenti, orchestrazione, direzione
- Josè Altafini - testo, musica, canto